# توني ويتر
توني ويتر Anthony Junior Witter ولّدَ بتاريخ (12 أغسطس 1965) وهو لاعب كرة قدم إنجليزي متقاعد لعب خلال الثمانينيات والتسعينيات. يُعتبر ويتر مدافعاً مركزياً حيثُ لعبَ للعديد من الأندية خلال مسيرته بما في ذلك Millwall و سكونثورب يونايتدو Bohemians وغيرهم. قضى ما يقارب السبع سنوات في Millwall حيثُ ظهر وشارك ب 104 مبارايات دوري ، وأحرزَ هدفين .
و قدمَ لعبًا مميزًا وبارعًا لـ Bohemians ضد غالواي يونايتد ‏ في ديسمبر 1999.
و كان يحمل الرقم القياسي لأسرع هدف تم تسجيله لبليموث أرجيل من قبل لاعب في أول ظهور له ، حتى ظهر جيمي ماكي جيمي ماكي في 12 فبراير 2008 ضد بارنسلي بارنسلي .